# Pokal Slovenije 2005/06
Der Pokal Slovenije 2005/06 war die 15. Austragung des slowenischen Fußballpokalwettbewerbs der Herren. Pokalsieger wurde der FC Koper, der sich im Finale gegen Titelverteidiger NK Publikum Celje im Elfmeterschießen durchsetzte.
Durch den Sieg im Finale qualifizierte sich Koper für die 1. Qualifikationsrunde im UEFA-Pokal 2006/07.

## Teilnehmer
| Nogometna Liga 2005/06    |
| ------------------------- |
| ND Gorica                 |
| NK Domžale                |
| FC Anet Koper             |
| NK Maribor Piovarna Laško |
| NK Drava Ptuj             |
| NK Publikum Celje         |
| NK Nafta Lendava          |
| NK Primorje               |
| NK Bela krajina           |
| NK Rudar Velenje          |
| NK Zagorje (A)            |

| Sieger des Regionalpokals | Sieger des Regionalpokals                                      |
| ------------------------- | -------------------------------------------------------------- |
| MNZ Koper                 | NK Jadran Dekani, NK Korte                                     |
| MNZG Kranj                | NK Triglav Kranj, NK Jesenice                                  |
| MNZ Lendava               | NK Črenšovci                                                   |
| MNZ Ljubljana             | NK Svoboda Ljubljana, NK Livar Ivanča Gorica, Dolomiti Dobrova |
| MNZ Maribor               | NK Malečnik, NK Dravograd, NK Pesnica                          |
| MNZ Murska Sobota         | ŠD Ižakovci, NK Tišina                                         |
| MNZ Nova Gorica           | NK Tolmin, NK Brda Dobrovo                                     |
| MNZ Ptuj                  | NK Aluminij, NK Ormož                                          |

## Modus
In den ersten beiden Runden spielten nur die Sieger des Regionalpokals gegeneinander. Die zehn Erstligisten sowie der Absteiger der Saison 2004/05 traten im Achtelfinale an.
Das Halbfinale wurde in Hin- und Rückspiel ausgetragen. In allen anderen Runden wurde der Sieger in einem Spiel ermittelt. Stand es nach der regulären Spielzeit von 90 Minuten unentschieden, kam es zur Verlängerung von zweimal 15 Minuten und falls danach immer noch kein Sieger feststand zum Elfmeterschießen.

## 1. Runde
Freilos: NK Aluminij, NK Dravograd, NK Triglav Kranj
| Datum                 |                        | Ergebnis |                      |
| --------------------- | ---------------------- | -------- | -------------------- |
| 24.08.2005, 16:30 Uhr | NK Tišina              | 3:0      | NK Ormož             |
| 24.08.2005, 16:30 Uhr | NK Jadran Dekani       | 0:2      | NK Jesenice          |
| 24.08.2005, 16:30 Uhr | NK Korte               | 3:1      | Dolomiti Dobrova     |
| 24.08.2005, 16:30 Uhr | NK Brda Dobrovo        | 4:3      | NK Svoboda Ljubljana |
| 24.08.2005, 16:30 Uhr | NK Livar Ivanča Gorica | 7:0      | NK Tolmin            |
| 31.08.2005, 16:30 Uhr | NK Črenšovci           | 0:4      | NK Pesnica           |
| 07.09.2005, 16:00 Uhr | ŠD Ižakovci            | 1:9      | NK Malečnik          |

## 2. Runde
| Datum                 |                        | Ergebnis               |                 |
| --------------------- | ---------------------- | ---------------------- | --------------- |
| 14.09.2005, 16:00 Uhr | NK Triglav Kranj       | 0:1                    | NK Brda Dobrovo |
| 14.09.2005, 16:00 Uhr | NK Korte               | 2:1                    | NK Jesenice     |
| 14.09.2005, 16:00 Uhr | NK Aluminij            | 5:1                    | NK Tišina       |
| 14.09.2005, 16:00 Uhr | NK Livar Ivanča Gorica | 4:2                    | NK Malečnik     |
| 14.09.2005, 16:00 Uhr | NK Pesnica             | 1:1 n. V., (5:4 i. E.) | NK Dravograd    |

## Achtelfinale
| Datum                 |                        | Ergebnis               |                           |
| --------------------- | ---------------------- | ---------------------- | ------------------------- |
| 28.09.2005, 15:00 Uhr | NK Korte               | 1:0                    | NK Aluminij               |
| 28.09.2005, 15:00 Uhr | NK Pesnica             | 1:8                    | NK Maribor Piovarna Laško |
| 28.09.2005, 15:00 Uhr | NK Bela krajina        | 2:2 n. V., (2:4 i. E.) | FC Anet Koper             |
| 28.09.2005, 15:00 Uhr | NK Livar Ivanča Gorica | 1:0                    | NK Nafta Lendava          |
| 28.09.2005, 16:30 Uhr | NK Rudar Velenje       | 1:1 n. V., (4:3 i. E.) | NK Drava Ptuj             |
| 28.09.2005, 18:00 Uhr | NK Publikum Celje      | 2:0                    | NK Brda Dobrovo           |
| 28.09.2005, 18:00 Uhr | ND Gorica              | 2:0                    | NK Primorje               |
| 19.10.2005, 14:30 Uhr | NK Zagorje             | 0:3                    | NK Domžale                |

## Viertelfinale
| Datum                 |                           | Ergebnis |                        |
| --------------------- | ------------------------- | -------- | ---------------------- |
| 19.10.2005, 17:30 Uhr | NK Publikum Celje         | 5:1      | NK Livar Ivanča Gorica |
| 19.10.2005, 18:00 Uhr | NK Maribor Piovarna Laško | 1:0      | NK Korte               |
| 19.10.2005, 18:00 Uhr | NK Rudar Velenje          | 0:1      | ND Gorica              |
| 02.11.2005, 13:00 Uhr | FC Anet Koper             | 2:1      | NK Domžale             |

## Halbfinale
Die Hinspiele fanden am 19. April 2006 statt, die Rückspiele am 9. Mai 2006.
|                   | Gesamt |                           | Hinspiel | Rückspiel |
| ----------------- | ------ | ------------------------- | -------- | --------- |
| NK Publikum Celje | 3:1    | NK Maribor Piovarna Laško | 1:0      | 2:1       |
| ND Gorica         | 1:2    | FC Anet Koper             | 0:2      | 1:0       |

## Finale
| Paarung           | NK Publikum Celje – FC Anet Koper |
| Ergebnis          | 1:1 n. V. (1:1, 0:1), 3:5 i. E. |
| Datum             | 24. Mai 2006 um 20:00 Uhr |
| Stadion           | Arena Petrol, Celje |
| Zuschauer         | 3.200 |
| Schiedsrichter    | Darko Čeferin |
| Tore              | 0:1 Mladen Rudonja (5.) 1:1 Dejan Rusić (75.) Elfmeterschießen: 0:1 Oskar Drobne 1:1 Danijel Brezič 1:2 Ivan Knezović Sebastjan Gobec 1:3 Anej Lovrečič 2:3 Dejan Urbanč 2:4 Amir Karič 3:4 Marko Križnik 3:5 Mladen Rudonja.                                             |
| NK Publikum Celje | Amel Mujčinović (5. Sebastjan Čelofiga) – Marko Križnik , Dejan Rusić, Dominik Beršnjak (57. Dejan Urbanč), Dejan Kelhar – Sebastjan Gobec, Sunday Chibuke Ibeji (46. Dejan Robnik), Mitja Brulc, Duško Stajič – JureTravner, Danijel Brezič Cheftrainer: Nikola Ilievski |
| FC Anet Koper     | Jasmin Handanović – Saša Jakomin, Miroslav Radulović (82. Edin Šečić), Igor Lazić, Oskar Drobne – Manuel Peršič, Mladen Rudonja , Darko Kremenović (46. Simon Gregorič), Amir Karić – Ivan Knezović Cheftrainer: Borut Jarc                                               |
| Gelbe Karten      | Danijel Brezič, Dejan Rusić, Duško Stajič – Miroslav Radulović, Darko Kremenović, Saša Jakomin, Amir Karić, Simon Gregorič |
| Platzverweise     | Dejan Kelhar (116.) – keine |